# Chwaszczyno (gmina)
Chwaszczyno (od 1973 Kielno) – dawna gmina wiejska istniejąca w latach 1934–1954 w woj. pomorskim/gdańskim (dzisiejsze woj. pomorskie). Siedzibą władz gminy było Chwaszczyno.
Gmina zbiorowa Chwaszczyno została utworzona 1 sierpnia 1934 roku w powiecie morskim w woj. pomorskim (II RP) z dotychczasowych jednostkowych gmin wiejskich: Bojano, Chwaszczyno, Dobrzewino, Kielno, Koleczkowo, Kolonja, Osowa, Wiczlino i Wielki Kack oraz z obszarów dworskich położonych na tych terenach lecz nie wchodzących w skład gmin. 
Po wojnie (7 kwietnia 1945 roku) gmina wraz z całym powiatem morskim weszła w skład nowo utworzonego woj. gdańskiego. 1 lipca 1951 roku zmieniono nazwę powiatu morskiego na wejherowski. Według stanu z dnia 1 lipca 1952 roku gmina składała się z 9 gromad: Bojano, Chwaszczyno, Dobrzewino, Kielno, Koleczkowo, Kolonia, Osowa, Wiczlino i Wielki Kack. 12 września 1953 roku część obszaru gminy Chwaszczyno (gromadę Wielki Kack) przyłączono do Gdyni.
Gmina została zniesiona 29 września 1954 roku wraz z reformą wprowadzającą gromady w miejsce gmin. Jednostki nie przywrócono 1 stycznia 1973 roku po reaktywowaniu gmin, utworzono natomiast jej terytorialny odpowiednik, gminę Kielno.